# Stadio Germano Todoli
Stadio Germano Todoli – stadion piłkarski w Cervii, we Włoszech. Może pomieścić 3000 widzów. Swoje spotkania rozgrywa na nim amatorska drużyna AS Cervia 1920. Obiekt powstał w 1939 roku. Z powodu bliskości lasu nazywany był "sosnowym stadionem" ("Stadio dei Pini"). W 1992 roku nadano mu imię Germano Todoliego, byłego gracza i prezydenta klubu AS Cervia 1920. Obiekt gościł finał drugiej edycji rozgrywek o mistrzostwo Włoch w futbolu amerykańskim, a także trzy mecze fazy grupowej kobiecych Mistrzostw Europy U-19 w 2011 roku.